# شينك وادا
شينك وادا (باليابانية: 和田 新吾) (مواليد 7 أغسطس 1987)، هو لاعب كرة قدم سابق كان يلعب كلاعب وسط.

## وصلات خارجية
- شينك وادا على موقع عالم كرة القدم.نت (الإنجليزية)